# Irenebaude
Irenebaude (auch Irenenbaude) war der Name zweier Berghütten im deutschen Pachtgebiet Kiautschou in China.

## Lage
Die Berghütten lagen in einem Felskessel auf 740 Metern Höhe am Hoffnungspass im Lao-Shan-Gebirge östlich der Hafenstadt Tsingtau (heute Qingdao). In der Nähe lag der über 1.000 Meter hohe Gipfel des Lau ting (heute Jufeng). Das Gebirge war um 1900 weitgehend entwaldet und litt unter Erosion, der die Kolonialverwaltung mit Aufforstung entgegenwirkte. Ein Teil des Mittelgebirges gehört zum Gebiet, das die chinesische Regierung 1898 für 99 Jahre an das Deutsche Reich verpachtet hatte. Die Hütten lagen nahe an der Grenze dieses Gebietes, dem sich die neutrale Zone anschloss, in dem Deutschland Vorrechte genoss. Von den Irenebauden waren zahlreiche Bergwanderungen möglich, etwa die Besteigung des Lau ting.

## Geschichte
Die erste Baude wurde durch Hauptmann Erich von Falkenhayn (1861–1922) – später preußischer Kriegsminister – und den Kaufmann Ernst Kroebel (1853–1925) auf eigene Kosten gebaut. Die Grundsteinlegung erfolgte am 28. März 1899. Bis zum Herbst desselben Jahres ging sie in Betrieb. Das einstöckige Holzhaus hatte an der Vorderfront eine kleine Veranda. Die erste Hütte wurde jedoch schon am 26. Mai 1900 durch ein schweres Unwetter zerstört und die Baude mit Granitsteinen unweit der ersten wiedererrichtet. Der Grundstein des zweiten Gebäudes wurde am 13. Juli 1902 gelegt. Die feierliche Eröffnung fand am 14. März 1903 statt. 1906 folgte eine Sanierung und 1908 die Ergänzung um ein sogenanntes Kulihaus. Über dem Eingang des Haupthauses stand der lateinische Vers „Beatus ille qui procul negotiis“ (sinngemäß: Glücklich ist jener, der fern von den Geschäften ist).
Eigentümer beider Bauden war die Sektion Bergverein Tsingtau des Deutschen und Österreichischen Alpenvereins, die sich auch um Wegebau, -unterhaltung und -markierung in der näheren Umgebung kümmerte. Später wurde die Verwaltung einem chinesischen Unternehmer übertragen. Gegen Entgelt konnten Wanderer in fünf Zimmern mit 12 Betten ein Nachtquartier nehmen. Im Sommer war sie durchgehend geöffnet. Im Winter war der Schlüssel im nahegelegenen Genesungsheim Mecklenburghaus erhältlich.
Die Bauden waren nach Irene von Hessen-Darmstadt (1866–1953) benannt, die den ersten Bauplatz zusammen mit ihrem Ehemann Heinrich von Preußen anlässlich der Grundsteinlegung besuchte.